# Onentisati
Onentisati je selo Huron Indijanaca u Ontariju, na mjestu današnjeg Tinyja u okrugu Simcoe u kanadskoj provinciji Ontario. Značajno je po šatoru zvanom 'Otinontsiskiaj ondaon' ili 'kuća odsječenih glava; " the house of cut-off heads"', u kojemu su se donosile odluke o ratu i miru. U selu su se vršila i mućenja i smaknuća zarobljenih neprijatelja, uglavnom Irokeza. Lipsova navodi smaknuće jednog Irokeza 1637. Njegovom žrtvom izgladio bi se gubitak palog hjuronskog ratnika i tako olakšao bol njegovoj obitelji.

## Vanjske poveznice
The Jesuit Relations and Allied Documents